# 红尾黑凤头鹦鹉
红尾黑凤头鹦鹉（學名：Calyptorhynchus banksii）因其公鸟尾部的一片鲜红色羽毛而得名，在黑凤头鹦鹉中属于相对常见的品种。雌性的尾部为橘黄色羽毛，喙为肉色，不同于雄鸟的黑色喙。

## 生活方式
主要分布在澳大利亚的北部和西部，平时生活在树上，偶尔到地面上活动，群居鸟类。人工繁殖不易，笼养也较为困难。主要以植物种子为食，也会食用水果、坚果、花朵、昆虫。体长从50厘米到68厘米不等，体重能达到600至900克左右。寿命可能达到50年以上，常在桉树上筑巢。孵化期28天，羽化期3个月，成熟期4年。每次产卵1或2枚，较晚孵化出的幼鸟可能会被亲鸟忽略。